# Dieter Engelhardt
Dieter Engelhardt (18. srpna 1938, Sandersdorf-Brehna - 30. listopadu 2018) byl východoněmecký fotbalista, záložník.

## Fotbalová kariéra
Ve východoněmecké oberlize hrál za SC Rotation Leipzig, SC Leipzig a 1. FC Lokomotive Leipzig, nastoupil ve 237 ligových utkáních a dal 31 gólů. Ve Veletržním poháru nastoupil ve 21 utkáních a dal 1 gól. Za reprezentaci Východního Německa (NDR) nastoupil v roce 1966 ve 3 utkáních a dal 1 gól. Reprezentoval Německo na LOH 1964 v Tokiu, nastoupil v utkání proti Íránu získal s týmem bronzové medaile za 3. místo.

## Ligová bilance
| Ročník          | Zápasy | Góly |                          |
| --------------- | ------ | ---- | ------------------------ |
| I. liga 1957    | 4      | 0    | SC Rotation Leipzig      |
| I. liga 1958    | 26     | 4    | SC Rotation Leipzig      |
| I. liga 1959    | 26     | 6    | SC Rotation Leipzig      |
| I. liga 1960    | 24     | 4    | SC Rotation Leipzig      |
| I. liga 1961/62 | 39     | 4    | SC Rotation Leipzig      |
| I. liga 1962/63 | 26     | 3    | SC Rotation Leipzig      |
| I. liga 1963/64 | 21     | 2    | SC Leipzig               |
| I. liga 1964/65 | 24     | 5    | SC Leipzig               |
| I. liga 1965/66 | 19     | 2    | 1. FC Lokomotive Leipzig |
| I. liga 1966/67 | 26     | 1    | 1. FC Lokomotive Leipzig |
| I. liga 1967/68 | 2      | 0    | 1. FC Lokomotive Leipzig |
| CELKEM I. liga  | 237    | 31   |                          |